# Pultenaea neurocalyx
Pultenaea neurocalyx är en ärtväxtart som beskrevs av Porphir Kiril Nicolai Stepanowitsch Turczaninow. Pultenaea neurocalyx ingår i släktet Pultenaea och familjen ärtväxter. Inga underarter finns listade i Catalogue of Life.